# Premierminister von Luxemburg
Der Premierminister von Luxemburg (auch Staatsminister; im Volksmund meistens nur der Premier genannt) ist der Präsident der Regierung im Großherzogtum Luxemburg.
Seine Aufgabe besteht darin, die Arbeit des Kabinetts zu koordinieren und zu überwachen, sowie die im Parlament bearbeiteten Lösungen (Gesetzesentwürfe, Erlasse, Verordnungen) in seiner Funktion als Staatsminister mit dem Regierungsrat abzustimmen.
Seit dem 17. November 2023 liegt das Amt des Premierministers bei Luc Frieden (CSV).

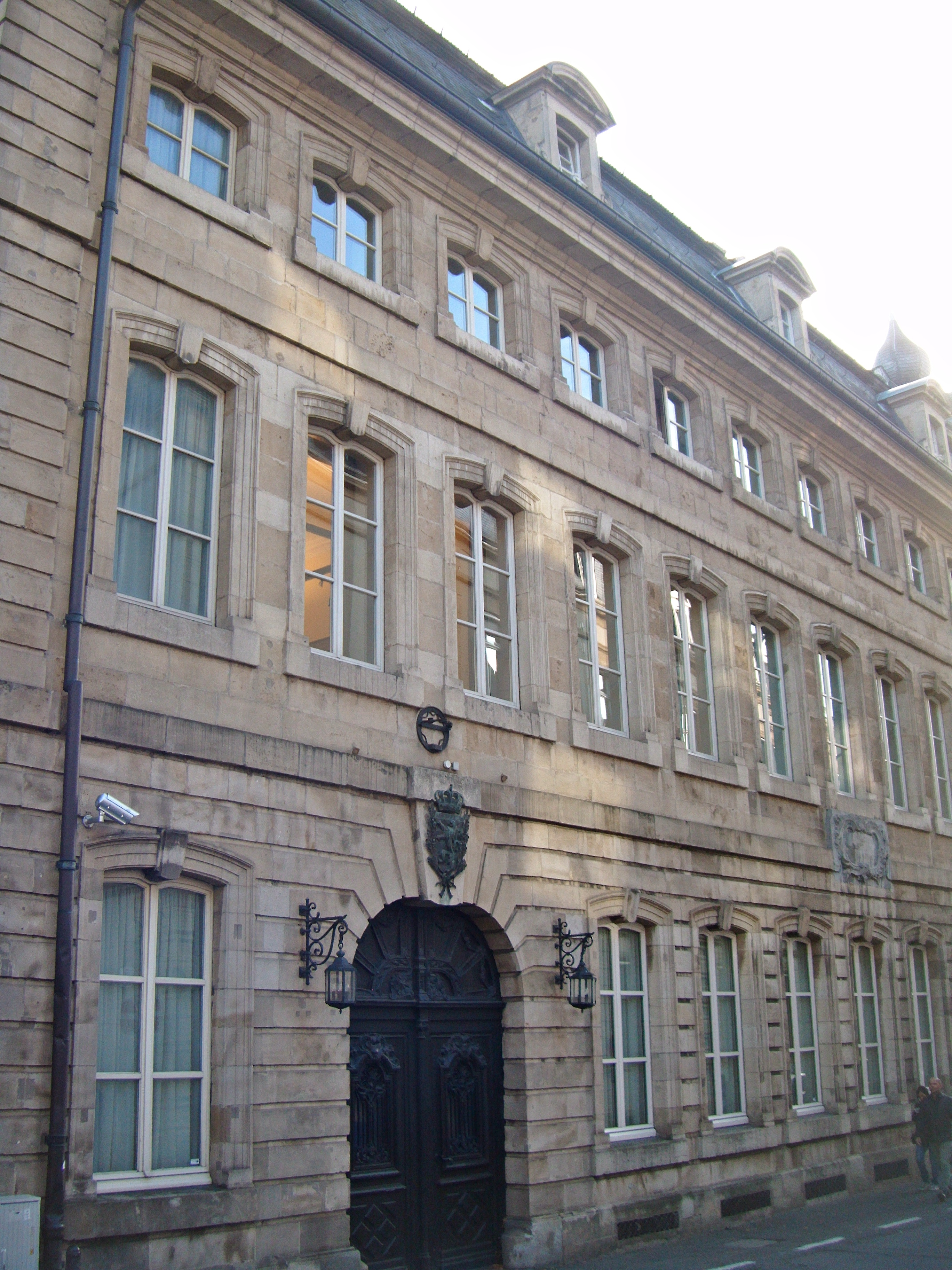
Offizieller Amtssitz des Premierministers

## Amtssitz
Der Amtssitz des Premierministers befindet sich im Gebäudekomplex des Staatsministeriums, dem Hôtel Saint-Maximin auf dem Heiliggeistplateau in der Luxemburger Oberstadt in unmittelbarer Nähe zu allen anderen Regierungsgebäuden rund um den Place Clairefontaine und nur ein paar Schritte vom Parlament entfernt.

## Stellung im Verfassungssystem
Der Premierminister ist nicht der Vorgesetzte der Mitglieder des Kabinetts und nach Artikel 79 der Luxemburger Verfassung auch kein Intermediär zwischen den Kabinettsmitgliedern und dem Großherzog als „Auftraggeber“ des Kabinetts/der Regierung. Deshalb muss der Premier auch ausdrücklich nur diejigen legislativ- und exekutiv-Akten unterzeichnen, welche in seinen expliziten Zuständigkeitsbereich fallen.
Trotzdem kommt dem Premierminister natürlich eine besondere Rolle in der Regierung als Ganzes zu: Als Präsident des Regierungsrates (Conseil du gouvernement) sorgt er für eine allgemeine Koordination zwischen den einzelnen Ministerien (der Generalsekretär des Ministerrat wirkt in dieser Funktion unterstützend mit). Ihm sind außerdem eine Reihe allgemeiner staatlicher Ämter  direkt unterstellt: Der „Service information et presse“ (Informations- und Presseabteilung), der „Service central de législation“  (Zentralamt für Gesetzgebung), es gibt das „Journal officiel“ – Luxemburger Amtsblatt heraus, als weiteren auch die Services, die der nationalen Sicherheit dienenden „Service de renseignement de l'État“ (Staatlicher Nachrichtendienst), sowie das „Haut-Commissariat à la protection nationale“ (Hochkommissariat für nationalen Schutz), den „Cybersecurity Board an d'Computer Emergency Response Team (Cybersecurity Board und Computer-Notfallteam)“.
Außerdem gehört zu seinen Aufgaben auch das Beziehungsmanagement zwischen Kabinett und dem Großherzoglichen Hof, die Beziehungen mit der Abgeordnetenkammer (=Chamber)  und dem Staatsrat, des Weiteren auch die Organisation öffentlicher Feierlichkeiten wie zum Beispiel Gedenkveranstaltungen, letzteres unterstützt vom „Comité national pour la mémoire“ (Nationales Gedenkkomitee). Außerdem sind die ihm unterstellten Ämter für die reibungslose und fristgerechte Organisation der Parlamentswahlen sowie der Wahlen zum Europäischen Parlament sowie anstehender Referenden zuständig.
Zu seinem Aufgabenbereich gehören weiterhin der „Conseil économique et social“, die „Commission d'économies et de rationalisation“ (Kommission für Einsparungen und Rationalisierung), sowie die Beziehungen zwischen Regierung und dem Ombudsmann, und – zusammen mit dem Finanzminister – zur Luxemburger Zentralbank. Dem Premier untersteht außerdem die „Commission consultative des droits de l'Homme“ (Beratende Kommission für Menschenrechte) und die „Œuvre nationale de secours grande-duchesse Charlotte“ (Nationales Hilfswerk Großherzogin Charlotte).
Schließlich vertritt der Premierminister die Regierung auf nationalem, europäischem und internationalem Parkett.

## Referenzen
1. ↑  Thomas Gutschker, Brüssel: Luxemburgs neuer Ministerpräsident Luc Frieden polarisiert. In: FAZ.NET. 17. November 2023, ISSN 0174-4909 (faz.net [abgerufen am 21. November 2023]).
2. ↑  Legilux: Artikel 79 der luxemburgischen Verfassung. Abgerufen am 25. Juli 2023 (französisch).
3. ↑  Regierung des Großherzotums Luxemburg: Aufgabenbereiche des Staatsministeriums. Abgerufen am 25. Juli 2023.